# 昭和島車両基地
昭和島車両基地（しょうわじましゃりょうきち）は、東京都大田区昭和島にある東京モノレールの車両基地。
東京モノレールで唯一の車両基地であるため、営業時間以外は全ての車両が本基地に滞在する。

## 沿革

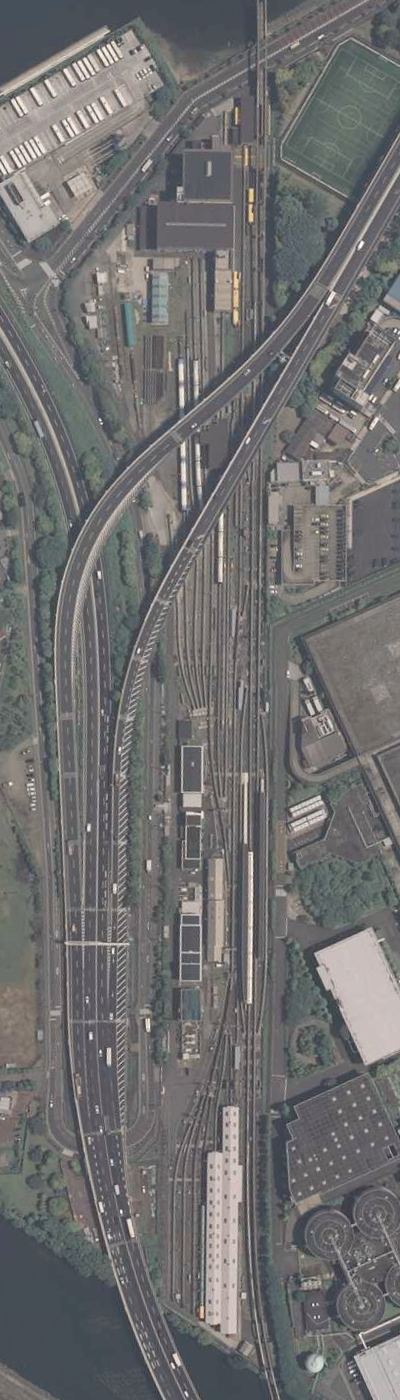
昭和島車両基地の空中写真（2019年6月撮影）

- 1964年（昭和39年）9月17日 - モノレール浜松町駅 - （旧）羽田駅間開業と同時に当車両基地供用開始。
- 1985年（昭和60年）2月7日 - 当車両基地近くに昭和島駅開業。